# Тень императора
В этом рассказе, который написан со слов бывшего губернатора Л., почти всё списано с натуры, за исключением некоторых незначительных подробностей.
«Тень императора» (в поздней редакции — «Тень Наполеона») — имеющий реальную историческую основу рассказ А. И. Куприна.
Впервые напечатанный в 1928 году в парижской газете, рассказ после возвращения в 1937 году писателя из эмиграции был им опубликован в журнале «Огонёк» — став первым и оставшись единственным рассказом, опубликованным самим Куприным в СССР.

## Сюжет
1912 год. При подготовке празднования столетия Отечественной войны 1812 года в «высших сферах» появилась мысль собрать ветеранов, принимавших участие в сражении, старожилов видевших Наполеона. По вполне понятным причинам найти таковых не могли. Но генерал Ренненкампф, которому необходимо исполнить указание столичных умов, обращается за помощью к губернатору одной из западных губерний, и тот, хоть и понимает абсурдность идеи, даёт поручение на поиск нужных «по бумаге, которая всё стерпит» стариков уездному исправнику Каракаци:

Каракаци. Житейский лист его был очень ординарен. Гвардейская кавалерия. Долги. Армейская кавалерия. Карты. Таможенная стража. Скандал. Жандармский корпус. Провалился на экзамене. Последний этап — уездный исправник. И обладал он стремительностью в шестьсот лошадиных сил. И такой же изобретательностью.
— Ваше превосходительство, не извольте беспокоиться. Самых замечательных стариканов доставлю. Они у меня не только Наполеона, а самого Петра Великого вспомнят!

Уездный исправник, со свойственным ему служебным рвением, быстро выполняет невыполнимый приказ «высших сфер» — и представляет генералу и собранию некоего старика, якобы видевшего Наполеона. Но когда этому «очевидцу» задают вопросы о событиях столетней давности, спотыкается на вопросе о внешности французского императора, отвечая:

Наполеон-тот? А вот какой он был: ростом вот с эту березу, а в плечах сажень с лишком, а бородища — по самые колени и страх какая густая, а в руках у него был топор огромнейший. Как он этим топором махнет, так, братцы у десяти человек головы с плеч долой! Вот он какой был! Одно слово — ампиратырь!
Несмотря на провал «экзамена», генерал Ренненкампф назначает исправника «репититором» старику — «натаскать» его на правильные ответы, чтобы потом без скандала показать героя царю.

## Реальная основа

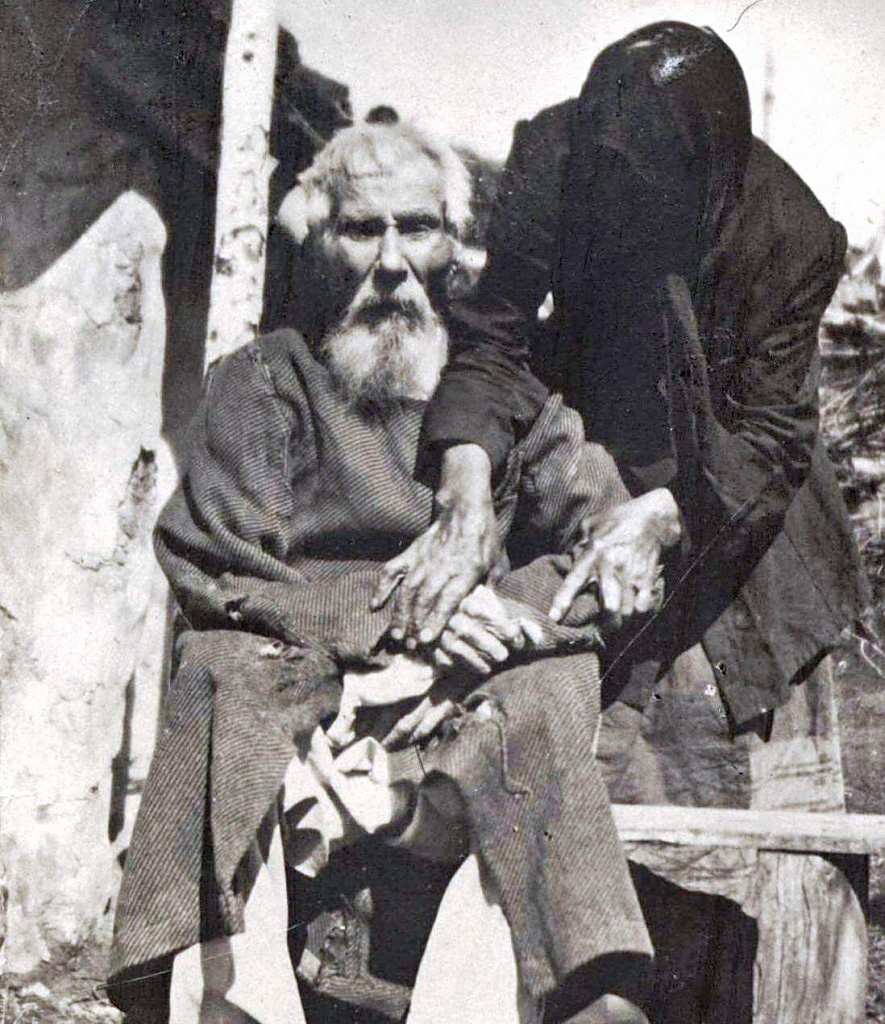
найденный чиновниками «последний участник Бородинского сражения».

Анекдотичный рассказ, несмотря на комичность изображённой в нём ситуации, является исторически достоверным.
Действительно, в 1912 году при подготовке празднования 100-летия Отечественной войны 1812 года производился поиск участников событий столетней давности, и 25 «очевидцев событий» были представлены царю Николаю II, но некоторые из них выдавали такие «воспоминания», что, несмотря на торжественность момента, сам царь не мог сдержать улыбки — нашлись даже «свидетели Наполеона»:

В торжествах участвовала и 107-летняя крестьянка Мария Желтякова, рассказавшая, что видела в Москве самого французского императора. Откликом на эти фантазии стал фельетон А. Куприна «Тень Наполеона», где описан «замечательный старик», делившийся впечатлениями о встрече с Наполеоном… Поиски, как часто бывает в России, приобрели характер соревнования — каждый губернатор хотел предъявить царю «своего» ветерана.— историк Вадим Эрлихман, 2016 год
В примечании к рассказу автор указал источник сюжета и подчеркнул его реальную основу:

В этом рассказе, который написан со слов подлинного и ныне еще проживающего в эмиграции бывшего губернатора Л., почти все списано с натуры, за исключением некоторых незначительных подробностей.— А. И. Куприн
«Губернатором Л.» был виленский губернатор Д. Н. Любимов — свояк писателя по первому браку, он и сообщил, уже будучи в эмиграции в Париже, эпизод, составляющий сюжет рассказа. Факт разговора подтверждал и сын губернатора — отмечая, что купринский рассказ записан со слов его отца так ярко, что «читая купринский текст, я прямо таки слышу его».
А в герое рассказа «генерале Ренненкампфе — курляндском вожде исторического рейда во время японской кампании» — угадывается генерал П. К. Ренненкампф.

## Публикация
Впервые под названием «Тень императора» рассказ был напечатан в 1928 году в парижской газете «Возрождение» (№ 1188), под этим же заглавием вошёл в сборник «Елань».
В мае 1937 года Куприн вернулся в Советский Союз, отредактировал и переозаглавил рассказ и поручил журналисту Н. К. Вержбицкому предложить его одному из советских журналов.
Рассказ был опубликован под названием «Тень Наполеона» в журнале «Огонёк» № 4 (585) за 1937 год.
Через год писатель умер не успев ещё что-нибудь, не считая вышедших интервью, опубликовать в СССР.
По воспоминаниям журналиста Куприн очень трепетно отнёсся к этой публикации рассказа, работал над его обработкой живя в Голицыне на даче, снятой Союзом советских писателей:

Вручив мне рукопись, Куприн стал проявлять какую-то особенную заботу о судьбе своего детища. Вначале я не понимал что именно его беспокоит, и только спустя некоторое время все стало для меня ясно. Как-то, во время моего приезда в Голицыно, Александр Иванович отозвал меня в сторону и сказал почти шепотом:
— Постарайтесь вникнуть в мои соображения и, пожалуйста, не удивляйтесь… Ведь вы сами понимаете, что с момента, когда мой рассказ появится в советском журнале, я стану доподлинно советским писателем, и тогда уж никто не сможет сказать, что я только формально воспользовался разрешением получить паспорт с изображением серпа и молота.
Когда рассказ «Тень Наполеона» был напечатан и я приехал с номером «Огонька», Куприн встретил меня радостно и тут же спросил:

— Как вы думаете, имею я теперь право просить, чтобы меня приняли в Союз советских писателей?— Н. К. Вержбицкий, книга «Встречи с А. И. Куприным»

## Критика
Литературовед А. А. Волков отмечал, что события рассказа изображены «с тонким юмором».
Для Куприна исторический жанр был редок, однако, вполне удавался, так Л. В. Крутикова-Абрамова заметила:

В рассказах и очерках о русской истории Куприн возрождал традиции Лескова, повествуя о необычных, иногда анекдотичных, ситуациях, колоритных русских характерах и нравах. В лесковской манере написаны такие превосходные вещи, как «Тень Наполеона», «Царев гость из Наровчата», «Последние рыцари».
В советском литературоведении рассказ характеризовался как разоблачающий царизм:

Гротеск под названием «Тень Наполеона» был написан очень живо, а его сатирическое острие автор направил против тупой ограниченности русского монарха и рабской угодливости царских администраторов.— Н. К. Вержбицкий, из книги "Встречи с А. И. Куприним", 1961 год
Однако, в 2013 году к.ф.н. Л. А. Мещерякова отметила, что такая оценка идеи рассказа проста — Куприным в рассказе указано, что все действующие лица обладают нужными качествами для занятия своих должностей, и прекрасно понимают глупость столичной идеи, но вынуждены выполнять распоряжение «сверху»:

Умный, ироничный и трезвомыслящий губернатор. Генерал Ренненкампф, «знаменитый курляндский вождь исторического рейда во время японской кампании». Исправник Каракаци, «для которого, кажется, не существовало ничего невозможного» и который мог быть потомком бравых партизан Отечественной войны 1812 года, показывающих чудеса героизма, находчивости и изобретательности. Все они относятся к распоряжению правительства по празднованию годовщины победы с изрядной долей скептицизма и иронии, как к «бутафории»…
При этом подмечено, что Куприн в части изображения Наполеона последователен в выражении наполеоновской темы в русской литературе, которая, в отличие от литературы запада, где Наполеон изображается зловещим образом-символом, относится к нему с иронией:

Значительность и логичность рассказа Куприна «Тень Наполеона» с точки зрения развития наполеоновской темы в русской литературе особенности национального характера и отношение к поверженному европейскому кумиру. состоит в закономерном ее уничижении, превращении в анекдот. Оно к лицу народу, поборовшему не только Наполеона с его многотысячной армией, но и самый дух «наполеонизма».